# Artigas (ville)
Pour les articles homonymes, voir Artigas (homonymie).
Artigas est une ville de l'Uruguay, siège d'une municipalité, et la capitale du département du même nom.

## Géographie
Elle est située à la frontière brésilienne, limitrophe de la ville de Quaraí (Brésil, état de Rio Grande do Sul), avec laquelle elle a construit un pont commun sur la rivière Cuareim.

## Histoire
La ville a été fondée par Don Carlos Catalá en 1852 sous le nom San Eugenio del Cuareim et porte dès 1915 le nom du militaire fondateur de l'Uruguay, José Gervasio Artigas.

## Population
Sa population est de 40 658 habitants environ (2011).
| Année | Population |
| ----- | ---------- |
| 1963  | 23 783     |
| 1975  | 29 256     |
| 1985  | 35 117     |
| 1996  | 40 244     |
| 2004  | 41 687     |
| 2011  | 40 658     |

Référence,:

## Économie
La ville exporte vers le reste du pays ou vers l'Argentine et le Brésil les produits fabriqués par le département, comme les céréales, mais aussi les pierres précieuses. Elle a un aéroport commercial (code AITA : ATI), une gare d'où converge beaucoup de ligne de chemin de fer ainsi qu'un réseau routier important.

## Relations internationales

### Jumelages
La ville d'Artigas est jumelée avec les villes suivantes :
- Arica, Chili
- Paraná, Argentine
- Quaraí, Brésil